# Теренс Кроуфорд
Теренс Кроуфорд (англ. Terence Crawford; нар. 28 вересня 1987, Омаха, Небраска, США) — американський боксер-професіонал, що виступає в першій середній вазі. Колишній чемпіон світу в легкій вазі за версіями WBO (2014 — 2015) та The Ring (2014 — 2015), колишній абсолютний чемпіон в першій напівсередній вазі (титули WBO (2015 — 2017), WBC (2016 — 2017), WBA (Super) (2017), IBF (2017) та The Ring (2016 — 2017)), колишній абсолютний чемпіон світу в напівсередній вазі (титули WBO (2018 — 2024), WBC (2023—2024), WBA (Super) (2023—2024), IBF (2023—2024) та The Ring (2023), а також чемпіон світу за версією WBA (2024) в першій середній вазі.

## Професійна кар'єра
Після невдалої спроби кваліфікуватися на Олімпійські ігри 2008 року, вирішив перейти у професіональний бокс. Перший бій провів 14 березня 2008 року.
15 червня 2013 року в бою за вакантний титул WBO NABO переміг технічним нокаутом мексиканського ветерана Алехандро Санабрія.

### Бій з Бернсом
Свій перший титул чемпіона світу Кроуфорд виграв 1 березня 2014 року у бою проти чемпіона WBO у легкій вазі британця Рікі Бернса. Бій проходив у Глазго, і це був п'ятий захист титулу Бернсом. Теренс розпочав в'яло, але у 4 раунді закінчив розвідку і захопив перевагу до самого кінця бою, обстрілюючи Бернса по всім поверхам. Його перемога була одноголосною — двічі 116-112 і 117-111.

### Бій з Гамбоа
28 червня 2014 року відбувся бій між двома непереможними боксерами кубинцем Юріоркісом Гамбоа та Теренсом Кроуфордом. До бою боксери підійшли з абсолютно однаковим послужним списком: 23 перемоги, з яких 16 нокаутом. На кону стояв пояс WBO у легкій вазі, що належав Кроуфорду. Перші чотири раунди тривали у рівній боротьбі, однак невелику перевагу можна було віддати кубинському боксеру. Все змінилося у п'ятій трихвилинці, у ній Кроуфорд зумів відправити суперника у нокдаун. Хоч Гамбоа і зумів відновитися після цього, але перевага була вже повністю на стороні американця. Так, у восьмому раунді чемпіон ще раз відправив кубинця у нокдаун. А у дев'ятому, після ще двох нокдаунів, суддя вирішив зупинити бій. Для Гамбоа ця поразка стала першою у професіональній кар'єрі.

### Бій з Бельтраном
29 листопада 2014 року провів бій з мексиканцем Раймундо Бельтраном. Теренс здобув розгромну перемогу за очками — двічі 120-108 і 119-109. Після того, як захистив свій пояс та виграв титул чемпіона The Ring, вирішив перебратися у наступну вагову категорію.

### Бій з Дюлорме
18 квітня 2015 року виграв вакантний титул чемпіона WBO у першій напівсередній вазі, нокаутувавши у шостому раунді  пуерториканця Томаса Дюлорме, який тричі за бій побував на настилі рингу.
Захистив титул в боях проти канадця Діеррі Жана і американця Хенка Ланді.

### Бій з Постолом
23 липня 2016 року виграв за очками об'єднавчий бій за титули чемпіона світу за версіями WBC і WBO в 1-й напівсередній вазі в українця Віктора Постола. Теренс за традицією розпочав уважно і обережно. У п'ятому раунді він двічі надіслав Постола в нокдаун, після чого заволодів повною перевагою — краще рухався, був швидшим і точнішим. Судді віддали перемогу одноголосно — двічі 118-107 і 117-108.

### Бій з Моліною
10 грудня 2016 в односторонньому бою в 8-му раунді нокаутував в минулому претендента на титул чемпіона в легкій вазі американця Джона Моліну.

### Бій з Феліксом Діасом
20 травня 2017 року Кроуфорд впевнено розібрався з олімпійським чемпіоном 2008 року домініканцем Мануелем Феліксом Діасом. Перед 11 раундом кут Діаса відмовився від бою.

### Бій з Індонго
19 серпня 2017 року у Лінкольні (Небраска) чемпіон світу за версіями WBC і WBO Теренс Кроуфорд нокаутував у 3 раунді об'єднавчого бою непереможного володаря титулів IBF і WBA Super намібійця Джуліуса Індонго і став абсолютним чемпіоном світу у першій напівсередній вазі. Таким чином, Кроуфорд став першим за 13 років боксером після Бернарда Гопкінса у 2004 році, якому вдалося об'єднати усі 4 найпрестижніші пояси одного дивізіону. Крім того, цей поєдинок став лише четвертим в історії боксу, в якому розігрувалися усі 4 титули основних версій. Три попередніх відбувалися за участю все того ж Гопкінса. Сам бій склався для Кроуфорда напрочуд легко — відразу захопивши ініциативу, Теренс наприкінці другого раунду надіслав Індонго у нокдаун, а в третьому нокаутував ударом по печінці.
Восени 2017 року Кроуфорд оголосив про перехід у наступну вагову категорію. Чемпіонські титули WBC, WBA і WBO у першій напівсередній вазі стали вакантними. Трохи раніше Кроуфорд відмовився і від титулу IBF.

### Бій з Джеффом Горном
9 червня 2018 року на MGM Grand у Лас-Вегасі відбувся бій Теренса Кроуфорда і чемпіона світу за версією WBO у напівсередній вазі австралійця Джеффа Горна. Кроуфорд без особливих проблем переміг Горна. Бій тривав 9 раундів і закінчився технічним нокаутом — Теренс відправив Джеффа в нокдаун, а після продовження бою кинувся на добивання, суддя зупинив одностороннє побиття. Горн отримав першу поразку, а Кроуфорд став чемпіоном у третій ваговій категорії.

### Бій з Хосе Бенавідесом
13 жовтня 2018 року у рідній для Кроуфорда Омахі (Небраска) чемпіон довів свою перевагу технічним нокаутом у 12 раунді над американцем Хосе Бенавідесом. Бенавідес зробив усе для перемоги, навіть спробував словами і діями ще до бою спровокувати Кроуфорда на рубку в ринзі, в якій у нього було б більше шансів перемогти, але не вийшло. Теренс діяв максимально ощадливо, мінімізуючи ризики. Незважаючи на те, що поєдинок розпочався тактичним протистоянням з використанням джебів, Кроуфорд володів перевагою практично протягом усього бою, а у завершальній трихвилинці провів чудовий аперкот, надіславши Бенавідеса в нокдаун і не давши отямитись, притис його до канатів і продовжував завдавати точних ударів, змусивши рефері зупити бій за кілька секунд до закінчення регламентованого часу бою. Поразка у цьому бою для Бенавідеса стала першою.
Бій Кроуфорд - Бенавідес зібрав найбільший телерейтинг в США у 2018 році. Його спостерігали у прямому ефірі 2,245 млн телеглядачів каналу ESPN.

### Бій з Аміром Ханом
20 квітня 2019 року на культовій арені Madison Square Garden, у Нью-Йорку екс-чемпіон британець Амір Хан спробував відібрати у Теренса Кроуфорда титул чемпіона світу за версією WBO, але кінцевий результат бою не міг передбачити ніхто. В перемогу Хана мало хто вірив, але була надія на більш-менш конкурентний бій. Британець традиційно розпочав з наскоків з легкими ударами, але Теренсу у першому раунді вдалася двохударна серія — правим через руку, зміщення за спину і лівий боковий точно в голову. Хан звалився в нокдаун. Амір і в наступних раундах пробував відстрілюватись серійно, але надто рано зрозумів неминучість поразки. Кроуфорд піддавлював і хотів знести суперника. У нього вийшло, але не так, як Теренс розраховував. У 6 раунді Кроуфорд, пробиваючи серію, ненавмисно провів аперкот нижче пояса, і Хан отримав час на відновлення. Зазвичай, 5 хвилин для цього достатньо. Але Хан покорчився, і раптом в ринг вийшов лікар, який раніше почув щось від тренера Хана, і сказав рефері, що Хан не може продовжувати бій. Відмова від продовження бою виглядала дивною. Дивним стало і рішення рефері присудити Кроуфорду перемогу технічним нокаутом.
Цей поєдинок став для Теренса другим, який транслювався за системою Pay-per-view, і його придбали близько 150 000 глядачів.

### Бій з Каваляускасом
Початок бою Теренс Кроуфорд - Егідіюс Каваляускас вийшов конкурентним, але в другій половині бою непереможний литовець виглядав стомленим через високий темп, запропонований чемпіоном.
Кроуфорд в 7 раунді надіслав Каваляускаса в нокдаун, а в 9 раунді завершив поєдинок технічним нокаутом після ще одного нокдауна.
Вечір боксу з головним боєм Кроуфорд - Каваляускас став самим рейтинговим на каналі ESPN у 2019 році.

### Бій з Келлом
14 листопада 2020 року Кроуфорд захистив свій титул WBO в бою проти колишнього чемпіона IBF в напівсередній вазі Келла Брука. В четвертому раунді чемпіон спочатку надіслав претендента в нокдаун, а потім довів справу до зупинки бою рішенням рефері.

### Бій з Портером
20 листопада 2021 року Кроуфорд провів захист проти обов'язкового претендента по версії WBO колишнього дворазового чемпіона світу у напівсередній вазі американця Шона Портера. Портер розпочав бій дуже активно, і половину відведеного часу бій був рівним. Обидва боксера отримали ушкодження через зіткнення головами. Але в другій половині бою Портер уповільнився, а Кроуфорд доносив потужні удари. На початку десятого раунду чемпіон лівим аперкотом надіслав претендента в нокдаун, а через хвилину зробив те ж саме вдруге, після чого кут Портера викинув рушник.

### Бій зі Спенсом
29 липня 2023 року відбувся бій між Кроуфордом і чемпіоном за трьома версіями Ерролом Спенсом.
Спенс, тричі по ходу бою побувавши в нокдаунах, програв технічним нокаутом в дев'ятому раунді, зазнавши першої в кар'єрі поразки. Теренс Кроуфорд став першим абсолютним чемпіоном світу у напівсередній вазі і першим дворазовим абсолютним чемпіоном, якому вдалося заволодіти чотирма титулами основних версій.

### Бій з Мадримовим
3 серпня 2024 року зустрівся в бою з чемпіоном WBA в першій середній вазі Ісроїлом Мадримовим (Узбекистан). Конкурентний бій тривав увесь відведений час і завершився перемогою одностайним рішенням Кроуфорда, який став чемпіоном в четвертій ваговій категорії.